# Papirus 33
Papirus 33 (według numeracji Gregory-Aland), oznaczany symbolem {\displaystyle {\mathfrak {P}}^{33}} – grecki rękopis Nowego Testamentu, spisany w formie kodeksu na papirusie. Paleograficznie datowany jest na VI wiek. Zawiera kilka fragmentów Dziejów Apostolskich.

## Opis
Zachowały się jedynie fragmenty kodeksu z tekstem Dziejów Apostolskich 7,6-10.13-18; 15,21-24.26-32.

## Tekst
Tekst grecki rękopisu reprezentuje tekst aleksandryjski, Kurt Aland zaklasyfikował go do kategorii II.

## Historia
Tekst rękopisu opublikował Karl Wessely w 1912 roku, następnie Sanz oraz Schofield. Ernst von Dobschütz umieścił go na liście rękopisów Nowego Testamentu, w grupie papirusów, dając mu numer 33. Inny fragment tego kodeksu został skatalogowany pod numerem 58, okazało się jednak później, że należał do tego samego rękopisu.
Rękopis datowany jest na wiek VI.
Obecnie przechowywany jest w Austriackiej Bibliotece Narodowej (Pap. G. 17973, 26133, 35831, 39783), w Wiedniu.